# Sassonia-Eisenberg

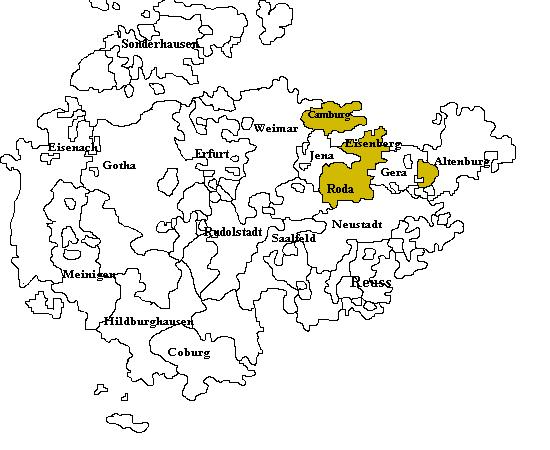
Mappa del Ducato di Sassonia-Eisenberg

Il Ducato di Sassonia-Eisenberg fu uno dei ducati ernestini di Sassonia della dinastia dei Wettin.

## Storia
Lo stato di Sassonia-Eisenberg venne fondato nel 1680 per Cristiano, quinto figlio del Duca Ernesto I di Sassonia-Gotha. Lo stato comprendeva essenzialmente la città di Eisenberg come capitale ed i villaggi di Ronneburg, Roda e Camburg. Alla morte senza eredi del duca nel 1707, i suoi domini vennero suddivisi tra i suoi fratelli in una controversia che si risolse solo nel 1735.

## Duca di Sassonia-Eisenberg
- Cristiano (1675–1707)